# Safarbek Karimow Gozimalik
Safarbek Karimow Gozimalik (tadż. Клуби футболи «Сафарбек Каримов» Ғозималик) – tadżycki klub piłkarski, mający siedzibę w kiszlaku Kyzylkala dystryktu Churoson (do 2003 dystrykt Gozimalik), na południu kraju.

## Historia
Chronologia nazw:
- 1995: Hudża Karimow Gozimalik (ros. «Худжа Каримов» Гозималик)
- 2003: Safarbek Karimow Gozimalik (ros. «Сафарбек Каримов» Гозималик)

Piłkarski klub Hudża Karimow został założony w miejscowości Kyzylkala w 1995 roku przez ówczesnego Prezesa Tadżyckiego Związku Piłki Nożnej (1995-2002), byłego dowódcy polowego Frontu Narodowego Hodży Rahimowicza Karimowa, który urodził się w Kyzylkale. W 1995 roku zespół startował w rozgrywkach Pucharu Tadżykistanu. W 1998 debiutował w rozgrywkach Wyższej Ligi Tadżykistanu. W debiutanckim sezonie zajął 4. miejsce w końcowej klasyfikacji oraz dotarł do finału Pucharu Tadżykistanu. Następny sukces przyszedł w 1999 roku, kiedy to zespół zdobył srebrne medale mistrzostw. W 1999 debiutował w rozgrywkach pucharów azjatyckich. W 2002 roku zajął ostatnie miejsce w lidze, ale żeby nie opuścić najwyższą klasę rozgrywek, to Prezes Związku "zaproponował" zwiększyć liczbę uczestników do 16 zespołów w przyszłym sezonie, a klub Hudża Karimow został przemianowany na cześć jego brata Safarbeka Safarbek Karimow. Jego jedyny brat Safarbek zginął w zamachu na życie Hodżego w 1997 roku (lub 1998). Jednak, gdy Hodża Karimow uciekł za granicę, klub pozostał bez finansowania i w sezonie 2004 po 22 rundach został zdyskwalifikowany z turnieju. Potem został rozformowany.

## Sukcesy

### Trofea międzynarodowe
| \| \| Zdobyte trofea w rozgrywkach międzynarodowych (stan na: 31-12-2015) \| |                                                                     |      |          |
| Rozgrywki                                                                    | Osiągnięcie                                                         | Razy | Sezon(y) |
| · Liga Mistrzów AFC                                                          | zdobywca                                                            | 0    |          |
| · Liga Mistrzów AFC                                                          | finalista                                                           | 0    |          |
| Puchar AFC                                                                   | zdobywca                                                            | 0    |          |
| Puchar AFC                                                                   | finalista                                                           | 0    |          |
| Azjatycki Puchar Zdobywców                                                   | zdobywca                                                            | 0    |          |
| Azjatycki Puchar Zdobywców                                                   | finalista                                                           | 0    |          |
| Azjatycki Puchar Zdobywców                                                   | runda 1                                                             | 1    | 1999/00  |
| Puchar Prezydenta AFC                                                        | zdobywca                                                            | 0    |          |
| Puchar Prezydenta AFC                                                        | finalista                                                           | 0    |          |
| FIFA                                                                         | Zdobyte trofea w rozgrywkach międzynarodowych (stan na: 31-12-2015) |      |          |

### Trofea krajowe
Tadżykistan
| \| \| Zdobyte trofea w rozgrywkach Tadżykistanu (stan na: 31-12-2015) \| |                                                                 |      |          |
| Rozgrywki                                                                | Osiągnięcie                                                     | Razy | Sezon(y) |
| Mistrzostwo                                                              | I miejsce                                                       | 0    |          |
| Mistrzostwo                                                              | II miejsce                                                      | 1    | 1999     |
| Mistrzostwo                                                              | III miejsce                                                     | 0    |          |
| Puchar                                                                   | zdobywca                                                        | 0    |          |
| Puchar                                                                   | finalista                                                       | 1    | 1998     |
| II liga                                                                  | I miejsce                                                       | 0    |          |
| II liga                                                                  | II miejsce                                                      | 0    |          |
| II liga                                                                  | III miejsce                                                     | 0    |          |
| Tadżykistan                                                              | Zdobyte trofea w rozgrywkach Tadżykistanu (stan na: 31-12-2015) |      |          |

## Stadion
Klub rozgrywał swoje mecze domowe na stadionie w Kyzylkale, który może pomieścić 1000 widzów.

## Piłkarze
Znani piłkarze:
- Aliszer Hakberdijew
- Bahtijor Salohitdinow

## Trenerzy
- 200?–200?:  Salohiddin Gafurow